# Mariachi Vargas de Tecalitlán
Mariachi Vargas de Tecalitlán est un groupe musical fondé Par Don Gaspar Vargas le 15 septembre  1897 à Tecalitlán, une municipalité de l'État de Jalisco au Mexique. 
À partir de 1928, Silvestre Vargas (es) en prend la direction , puis Pépé Martinez en 1976  